# Mont Albert
Der Mont Albert ist ein Berg in den Monts Chic-Chocs, einer Gebirgskette, die den Appalachen zugeordnet wird, im Südosten der kanadischen Provinz Québec.
Der Berg befindet sich im Norden der Gaspésie-Halbinsel in der MRC La Haute-Gaspésie etwa 30 km südsüdöstlich der Kleinstadt Sainte-Anne-des-Monts.
Mit einer Höhe von 1151 m ist er einer der höchsten Berge im Süden von Québec. Der Berg befindet sich im westlichen Teil des Parc national de la Gaspésie. Ein 13 km² großes Hochplateau krönt den Mont Albert. Der niedrigere Nordgipfel erreicht eine Höhe von 1070 m.
Der Mont Albert wurde nach Albert von Sachsen-Coburg und Gotha benannt.